# Cruiser Tank Mk I
Der Cruiser Tank Mk I (A9) bzw. der Mk I CS (A9) war ein britischer Panzer, der in den 1930er Jahren entwickelt wurde und in den ersten Jahren des Zweiten Weltkrieges zum Einsatz kam.

## Entwicklung

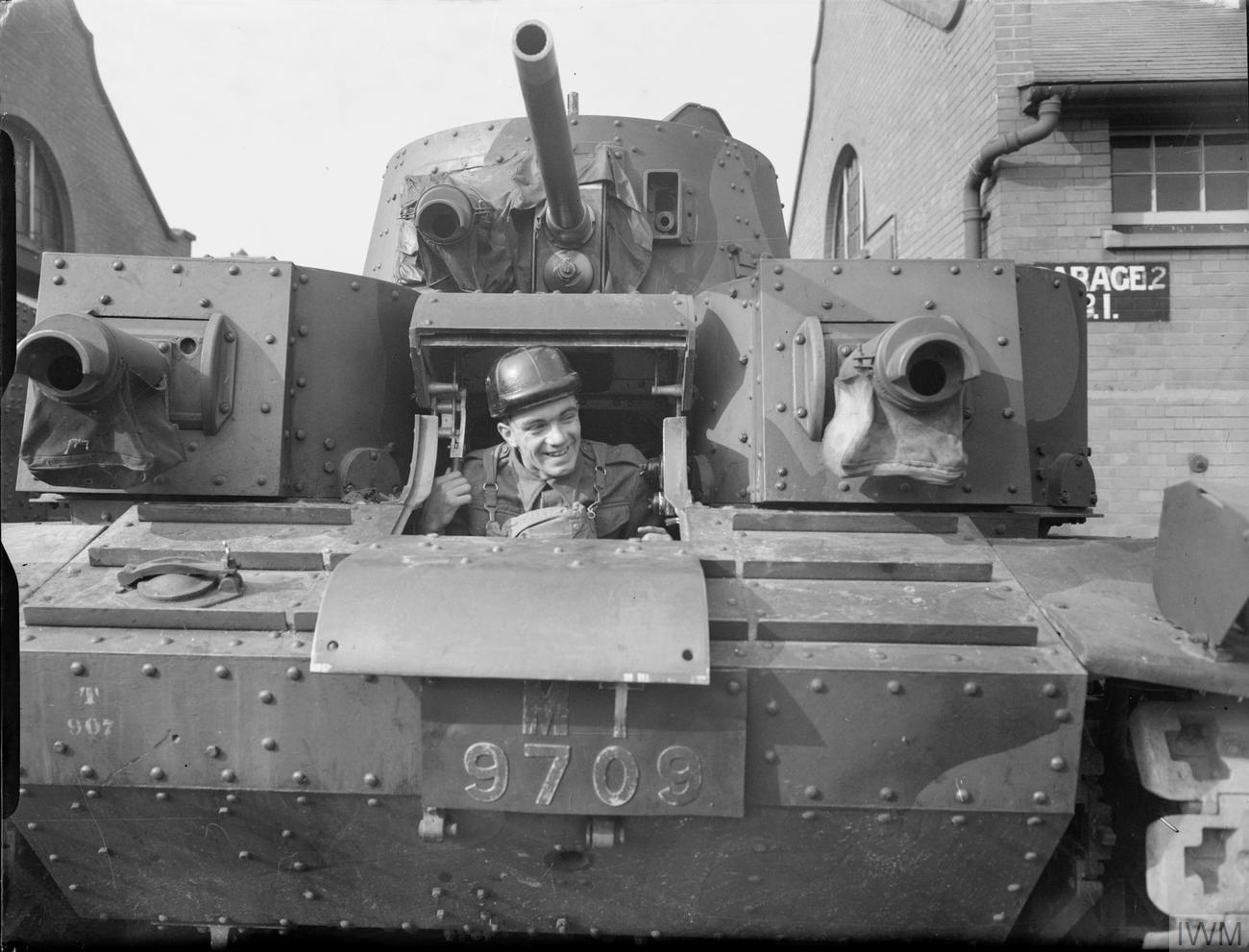
Offenes Sichtfenster des Fahrers mit den beiden benachbarten MG-Türmen.

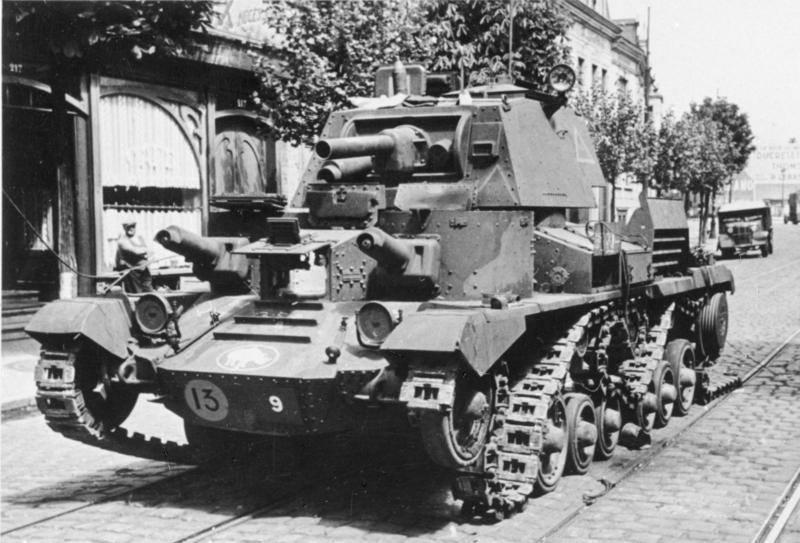
Erbeuteter Cruiser Mk. I (A9) im Raum Calais

Die britische Armee verwendete in den 1920er-Jahren überwiegend den Medium Tank Mk II als mittleren Panzer. Ähnlich wie in anderen Staaten gab es verschiedene Ideen wie man Panzer in den künftigen Kriegen verwenden würde. Die Planung sah anfänglich den Austausch des Medium Mk II gegen den Nachfolger Medium Tank Mk III in der 16-Tonnen-Klasse und die Serienfertigung des Independent vor. Zu Beginn der 1930er-Jahre waren diese Projekte aus Kostengründen aufgegeben worden.
Da der Medium Mk II jedoch ersetzt werden musste, entwickelte Sir John Carden bei Vickers-Armstrong nach Vorgaben des britischen Generalstabs den Cruiser Tank Mk I (A9). Den Anforderungskatalog hatte der Inspector-General of the Royal Tank Corps (Generalinspekteur) und das General Staff's Research Committee (Forschungsausschuss) erstellt.
Geplant wurde ein Fahrzeug mit einem Gefechtsgewicht von 10 t. Ausgegangen wurde dabei von einigen Baugruppen die für den mittleren Medium Mk. III entwickelt worden waren, doch das leichtere Fahrzeug sollte mit einem handelsüblichen Lkw-Motor angetrieben werden, was die Kosten deutlich reduzierte.
Das Konzept des Cruiser Tank Mk. I (A9) stammte aus dem Jahre 1934, die Entwicklungsarbeit lief bis 1936. Im Juli 1936 wurde ein Prototyp des (A9) in die Erprobung genommen. In diesem Jahr traf das War Department die Entscheidung in Zukunft zwei Hauptpanzertypen einzusetzen. Diese waren Cruiser und Infantry Panzer.
Eine Bestellung über 125 Panzern erfolgte im Sommer 1937.

## Produktion
Insgesamt 75 Stück wurden von Harland & Wolff hergestellt, weitere 50 Stück von Vickers-Armstrongs.

## Technische Beschreibung
Die Motorisierung des Fahrzeugs war ein Omnibusmotor aus dem Haus AEC mit 9,64 l-Hubraum. Ein Rolls-Royce-Motor vom Typ Phantom II mit 7,67 l-Hubraum hatte sich bei der Entwicklung als nicht leistungsfähig genug erwiesen.
Die Besonderheit bei diesem Panzer lag darin, dass es sich um die erste Konstruktion handelt, die eine Hydraulikanlage für den Turmantrieb und eine bootsförmige Fahrzeugwanne besaß. Hierdurch wurde vertikale Flächen an den Seiten vermieden.
Der Mk I war ein Mehrturmpanzer und besaß neben dem Hauptturm zwei kleinere separat bediente Maschinengewehr-Türme, woraus sich die für die Größe des Fahrzeugs hohe Besatzungszahl von sechs Mann ergab. Die Hauptbewaffnung war für die beiden gebauten Typen unterschiedlich. Je nach Aufgabe wurde eine 2 pdr-Kanone für den Kampf gegen gegnerische Panzer oder eine 3-inch Howitzer für die Unterstützung der Infanterie (Close Support = CS) mit Sprenggeschossen montiert.
Das Chassis wurde später mit verstärkter Panzerung auch im Infanteriepanzer „Valentine“ verwendet.

## Ergänzende Daten zum Cruiser Tank Mk. I (A9)
| Kenngrößen               | Daten                    |
| ------------------------ | ------------------------ |
| Produzent                | Vickers Armstrong        |
| Hubraum                  | In6, 9,6 Liter           |
| Antriebsanlage           | hinten                   |
| Kraftstoff               | Benzin                   |
| Kraftstoffvorrat         | 327 Liter                |
| Kraftstoffverbrauch      | 203 Liter/100 km Straße  |
| Maße                     |                          |
| Breite der Ketten        | 27,1 cm                  |
| Kettenglieder pro Kette  | 78                       |
| Bodenfreiheit            | 46 cm                    |
| Bodendruck               | 1,06 kg/cm²              |
| Kletterfähigkeit bis zu  | 1,06 kg/cm²              |
| Furttiefe                | 0,9 m                    |
| Grabenüberwindung bis zu | 2,4 m                    |
| Erster Test              | 1936                     |
| Einführung               | 1937                     |
| Nutzung                  | 1937 bis Nordafrika 1941 |
| Bauzeit                  | 1937 bis 1938            |
| Stückzahl                | 125                      |

## Cruiser Tank Mk. I CS (A9)

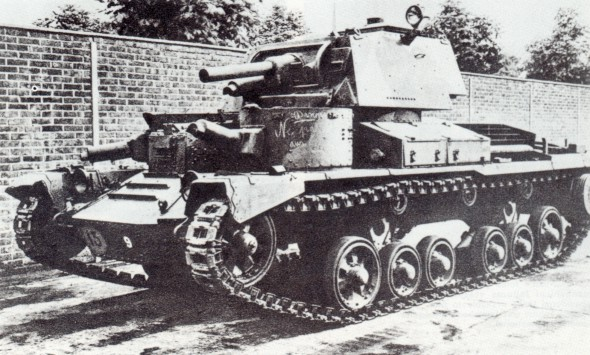
Cruiser Tank Mk I CS

Die Close-Support-Ausführung des Mk I (A9) unterschied sich nur durch die Hauptbewaffnung und Munitionsausstattung von dem normalen Cruiser (Kreuzer) – Panzer. Das Konzept ein und denselben Panzer mit unterschiedlicher Bewaffnung auszurüsten, wurde von den britischen und französischen Streitkräften bereits im Ersten Weltkrieg praktiziert. In gemischten Verbänden, waren somit gleich schnelle Panzer für die Bekämpfung von gegnerischen Kampfwagen, als auch für die Bekämpfung von „weichen Zielen“, wie Infanterie und Geschützen, vorhanden.
Die im Mk I CS (A9) verbaute 3,7 inch Haubitze hatte, da diese im Bogenschuss feuert einen größeren Höhenrichtbereich als die regulären Kampfpanzer. Der Munitionsvorrat war 40 Schuss.
Es wurden ausschließlich Sprenggranaten verschossen.

## Einsatz
Zu Beginn des Zweiten Weltkrieges waren einige der regulären britischen Panzerverbände mit dem Cruiser Tank Mk I (A9) ausgerüstet.
- 1st Armoured Division – Frankreich (bis Dünkirchen)

Als Teil des British Expeditionary Force (BEF) wurde die 1st Armoured Division nach Beginn des Krieges nach Frankreich verlegt.
- 2nd Armoured Division – Nordafrika
- 7th Armoured Division – Nordafrika

In der Klasse der mittleren Panzer muss der (A9) als zu langsam bewertet werden. Auch eine geringe Panzerstärke machte ihn anfällig für feindlichen Beschuss, so dass die Fahrzeuge bald durch verbesserte Typen ersetzt wurden. Positive Erfahrungen machte man mit den außen am Fahrzeug angebrachten Lenkbremsen, welche auf die hinten liegenden Lenkbremsen wirkten. Hierdurch wurde ein Überhitzen und Verklemmen verhindert. Das Schwenkwerk für den Turm und das für langsame Fahrt geeignete Laufwerk bewährten sich ebenfalls.
Die Fahrzeuge wurden bei der Wehrmacht unter der Bezeichnung Kreuzer-Panzerkampfwagen Mk I 741 (e) geführt.